# Stråhalset ibis
Stråhalset ibis (latin: Threskiornis spinicollis) er en storkefugl, der lever i Australien.